# Зегебіт-Мансфельдер-Ланд
Зегебіт-Мансфельдер-Ланд (нім. Seegebiet Mansfelder Land) — громада в Німеччині, розташована в землі Саксонія-Ангальт. Входить до складу району Мансфельд-Зюдгарц.
Площа — 107,92 км2. Населення становить 8857 ос. (станом на 31 грудня 2021).